# John Berger
John Peter Berger (Londen, 5 november 1926 – Parijs, 2 januari 2017) was een Engelse schilder, kunstcriticus en schrijver. Door zijn televisieserie Ways of seeing was hij medebepalend voor de manier waarop een hele generatie naar kunst keek. Ook zijn boeken inspireerden tot een andere blik op de wereld. Terugkerend thema in zijn werk is het gevoel van ontheemd zijn. De ouderdom stemde hem niet milder; zijn denkbeelden, als rechtgeaard marxist, werden steeds radicaler.

## Leven en werk
John Berger groeide op in Londen. Zijn vader, Joseph, was de zoon van immigranten uit Triëst, en hij vocht vier jaar lang als infanterie-officier aan het westelijk front in de Eerste Wereldoorlog. Hij kreeg daarvoor de Orde van het Britse Rijk. Hoewel hij zich tegenover zijn zoon vriendelijk en joviaal betoonde, voelde John de psychische pijn die hij aan de oorlog had overgehouden.
Zijn moeder kwam uit Birmingham en streed als suffragette voor de emancipatie van de vrouw. Berger omschrijft haar als een gesloten, geheimzinnig persoon. In zijn tienerjaren vertelde zijn moeder hem, dat ze, al voor zijn geboorte, de wens koesterde dat ze een zoon zou krijgen die schrijver zou worden. Maar jaren later, toen Berger al een gevierd schrijver was geworden, gaf ze er blijk van geen enkele behoefte te hebben om zijn boeken te lezen. Het was geen gelukkige jeugd, maar op hoge leeftijd keek Berger om zonder wrok.
Zijn ouders stuurden hem naar een privé lagere school in Guildford. Hij belandde in een klein totalitair systeem, waar sadisme, marteling en pesten de normale praktijk waren, ook vanuit het personeel. Maar Berger kon er met niemand uit de buitenwereld over praten; ze zouden hem toch niet geloven. Hij moest zichzelf zien te redden.
In 1944 ging John Berger bij het Britse leger en hij diende tot 1946. Het zou het begin zijn van zijn politieke vorming. Zijn dienstmaten waren over het algemeen afkomstig uit de arbeidersklasse en voor een groot deel analfabeet. Hij hielp hen met het schrijven van brieven aan het thuisfront. In ruil daarvoor beschermden ze hem tegen pesterijen. Door de verhalen van zijn dienstmaten maakte hij voor de eerste keer kennis met armoede en ongelijkheid. De strijd hiertegen bepaalde de rest van zijn leven.
Na zijn diensttijd studeerde hij kunstgeschiedenis aan het Central Saint Martins College of Art and Design en werkte korte tijd als tekenleraar. Daarnaast maakte hij schilderijen en tekeningen, waarin invloeden van Picasso en Léger te ontdekken zijn. In 1956 stopte Berger met schilderen.

Vanaf de jaren vijftig maakte hij snel naam als criticus en essayist, niet alleen op het gebied van de kunst, maar vele maatschappelijke onderwerpen voorzag hij van een kritisch commentaar. Als kunstcriticus van het literaire tijdschrift New Statesman voerde hij een polemiek tegen de reguliere kunstscene van die tijd. Hij vond het systeem dat eraan ten grondslag lag onrechtvaardig, omdat het vooral gedreven werd door geldzucht. Hij bepleitte een einde aan eigenaarschap. Zo schreef hij in 1979:
Ik ben er nu van overtuigd dat kunst en privé-eigendom onverenigbaar zijn, evenals kunst en staatseigendom – tenzij de staat een volksdemocratie is. Eigendom moet vernietigd worden, dan pas kan verbeelding zich verder ontwikkelen.

## Literair schrijver
Als een van de belangrijkste drijfveren in zijn leven noemde hij het verlangen elders te zijn en het gevoel op de verkeerde plaats te zijn. Onder zijn vrienden in Londen telde hij veel ontheemden, immigranten uit Hongarije, Duitsland en Italië.
In 1958 debuteerde Berger als literair schrijver met de roman A Painter of Our Time, over een verdwenen Hongaarse schilder, waarvan het dagboek werd teruggevonden. Het boek is een weerslag van Bergers vriendschappen met geïmmigreerde kunstenaars uit het Oostblok in Londen, met op de achtergrond de Hongaarse opstand. Bergers politieke inzichten waren goed herkenbaar in het boek en riepen zoveel protest op dat de uitgever het boek moest terugtrekken.
Het bekendste werk van Berger is G. (1972), een experimentele roman waarvoor hij de Booker Prize ontving. De hoofdpersoon is een soort Casanova die door het Europa van voor de Eerste Wereldoorlog reis en daardoor politiek bewust wordt. Berger verklaarde de helft van het geld van de Booker Prize te zullen schenken aan de Engelse afdeling van de Black Panther Party, omdat de naamgever van de prijs, de familie Booker, haar rijkdom had vergaard met slavernij op hun suikerrietplantages. De andere helft is naar een project rond arbeidsmigranten gegaan.
In 1962 emigreerde Berger uit Engeland. Eerst woonde hij in Genève en twaalf jaar later verhuisde hij naar het kleine dorpje Quincy in het Franse departement Cher. Hij legde contacten met de inwoners, maar had nooit het gevoel een van hen te zijn. Wel leerde hij van de boeren in het dorp hoe je met elkaar samenleeft en tradities in stand houdt. Hij vond dat ze, net als hij, geschiedschrijver waren van hun tijd. Hij werkte er vijftien jaar aan zijn trilogie De vrucht van mijn arbeid over de verdwijnende plattelandscultuur. Hij zei over die periode: "Ik was achter in de veertig toen ik het gevoel had dat ik voor het eerst in mijn leven naar de universiteit ging. En mijn docenten waren de mannen en vrouwen van deze dorpen en deze boerderijen." Hij leerde "alles": praktische zaken zoals sneeuwruimen, ook levenswijsheid over samenleven en tact, maar hij ontdekte tevens de aard van geweld, leerde over jaloezie en intolerantie.
Zijn vertrek uit Engeland naar het Europese vasteland bezorgde hem veel opdrachten van kranten en organisaties voor commentaar over diverse thema's en het leverde hem de nodige roem op bij een groter publiek. De thema’s van Bergers non-fictie waren uitermate divers. Zijn essays en boeken behandelen onder meer kunst, politiek, geheugen, fotografie, aids en de verhouding tussen mens en dier. In 2006 riep Berger op tot een boycot van Israël vanwege de bezetting van Palestijnse gebieden.
In de jaren zeventig maakte Berger, samen met de Zwitserse producer Alain Tanner, diverse films, waarvan Jonah Who Will Be 25 in the Year 2000 (1976) het meeste succes had. Veel van het werk van Berger getuigt van zijn maatschappelijke betrokkenheid, zoals A Fortunate Man: The Story of a Country Doctor (1967) en A Seventh Man: Migrant Workers in Europe (1975). Zijn onderzoek voor dat laatste boek leidde hem naar de wereld van de arbeidsmigranten. Samen met fotograaf Jean Mohr documenteerde hij het leven van de miljoenen buitenlandse werknemers in Europa. Hij noteerde nauwgezet het verhaal van deze gastarbeiders, veelal over dromen die nooit waren uitgekomen.
Met het klimmen der jaren voelde Berger zich radicaler dan ooit tevoren en hij voorzag een zegetocht van het vrijemarktdenken en het economisch liberalisme. In de Nederlandse documentaire A touch of grace uit 1996 zag hij de boeren gemarginaliseerd, uitgebannen worden, waarbij een wereld ontstond waarin naamloze, onverkozen mannen de dienst uitmaken en meer economische macht hebben dan welke staat ook. Zij nemen beslissingen die de hele planeet aangaan maar baseren die enkel op winstbejag, wat hij een triviaal verlangen vond. De snelheid van het proces verbaasde hem.
Berger schreef ook veelgeprezen boeken, onder anderen over Albrecht Dürer, Pablo Picasso en de dissidente Russische beeldhouwer Ernst Neizvestny. Bergers roman From A to X (2008) werd eveneens genomineerd voor de Booker Prize. Een van zijn laatste boeken was Rondo: Elégie pour Beverly. Samen met zijn zoon Yves schreef hij dit eerbetoon aan zijn vrouw Beverly Bancroft, die in 2013 was overleden. Bergers laatste woonplaats was Antony, een voorstad van Parijs, waar hij thuis op 90-jarige leeftijd stierf.

## Het schrijfproces
In al zijn romans probeerde Berger zo dicht mogelijk bij de mensen te komen door wie hij geboeid was. Hij beschrijft het als "het naderen van een bepaald moment van ervaring, waarbij de nabijheid het vermogen brengt te verbinden. Daarna neem je weer afstand. De beweging van het schrijven lijkt op die van een schietspoel: steeds weer nadert hij en trekt zich daarna terug." Hoe minder de schrijver zijn eigen aanwezigheid benadrukt, des te meer ruimte hij voor de lezer laat.
Hij zocht naar de mogelijkheid om innerlijkheid en de buitenkant met elkaar te verbinden. Hij vergeleek het met zijn passie voor tekenen en schilderen van mensen, waarbij de sporen van de biografie op het gezicht te zien zijn.
Hij vond de vraag of de verhalen die hij vertelde wel of niet waar waren irrelevant. Hij stelde dat je van alle grote schrijvers kunt zeggen dat ze alles bedacht hebben en dat ze totaal niets bedacht hebben, want niets is origineel. Alles is een variatie van iets dat al eerder gemaakt is.
Een ander onderliggend motief in zijn boeken is mededogen. Niet zozeer als een gevoel van bevoogdende menslievendheid, maar hij wilde zich zoveel mogelijk vereenzelvigen met mensen in een moeilijke positie. Wat we volgens hem vooral nodig hebben is solidariteit; het vermogen om te delen en te begrijpen, wanneer iemand door het lot getroffen is en het uitschreeuwt: "Waarom overkomt dit mij?" Zo kreeg zijn schoondochter te horen dat zij hiv had en zij stierf daaraan. Pas jaren later vond Berger een vorm voor zijn verdriet in de roman To the wedding (in het Nederlands verschenen als Ten huwelijk.)

## Kijken naar kunst
In 1972 maakte hij onder de titel Ways of Seeing een spraakmakende vierdelige televisieserie voor de BBC over esthetische waarden in de westerse cultuur, deels gebaseerd op Walter Benjamins hoofdwerk Das Kunstwerk im Zeitalter seiner technischen Reproduzierbarkeit. Berger benadrukte dat je kunst en de kunstenaar niet los kan zien van de tijd waarin zij leefden en de plaats die zij innamen in de tijd van toen.
In Ways of seeing nodigt Berger de kijker uit om zelf op ontdekkingstocht uit te gaan en zijn ogen goed te gebruiken. Het oog, zo legt hij uit, is in staat om maar één beeld tegelijk zien. Kunst als beeld op zichzelf vindt Berger daarom overschat. Hij benadrukt het belang van de context en hij stelt dat kijken niet passief is, maar een actief proces van aandacht en interpretatie, wat destijds een revolutionaire gedachte was.
Hij had er geen moeite mee om wereldberoemde kunstwerken te laten zien naast rauwe beelden uit de alledaagse werkelijkheid of advertenties voor damesmode. Of een vrouwenfiguur van Rubens te vergelijken met een foto van een pin-upgirl. In beide gevallen gaat het om een vrouw die je met een verleidelijke blik in de ogen aankijkt.
Ter illustratie monteert Berger het geluid van de stilte, terwijl we naar een beroemd zelfportret van Rembrandt kijken. Daarna komt de camera in beweging en zoomt in op een detail van het schilderij. Vervolgens voegt hij muziek toe en plaatst het schilderij naast andere voorwerpen. Ieder moment verandert het beeld. Vandaar dat hij opmerkt dat meeste wat we van kunstwerken te zien krijgen niet anders is dan manipulatie en gezichtsbedrog.
Berger hekelt de veelvuldige mystificatie rond kunst, met ingewikkelde theorieën en verklaringen die het onnodig elitair maken. Het programma nodigt uit kritischer naar kunst te kijken, hoewel Berger erop wijst dat er ook nu sprake is van eenrichtingsverkeer, want de kijker is gedwongen naar hem te kijken en te luisteren, als presentator.
Kunstenaars, zo zegt hij, zijn in hun aard conservatief. Hoe vernieuwend en verrassend hun werk ook moge zijn, ze zijn zich altijd bewust van wat er voor hun tijd gedaan of gemaakt is. Picasso schilderde in het begin ook naar Velazquez. Kunst, benadrukt Berger, dient een vorm te vinden die niet zal verdwijnen. Kunst zoekt naar het verbeelden van ervaringen, zoals Van Gogh deed met zijn schilderijen van boeren; het lichamelijke, de ontberingen en de aardsheid waren nog nooit op zo’n manier verbeeld.
De serie Ways of seeing werd een jaar later, in 1973, herhaald en daarna pas weer in juli 1994, maar is via internet te zien. Van het boekje dat op de serie gebaseerd is, werden in het Verenigd Koninkrijk meer dan anderhalf miljoen exemplaren verkocht, maar in Nederland is het zo goed als vergeten. Volgens de filosoof en criticus Geerdt Magiels is deze goedkope pocket van 160 bladzijden het belangrijkste kunstboek in een halve eeuw.